# Février 1958

## Évènements
- Australie : fondation du Conseil fédéral pour la défense des droits des Aborigènes et des Insulaires du détroit de Torres (FCAATSI)[1], qui œuvre à la suppression des lois discriminatoires, des restrictions aux libertés individuelles des Aborigènes, à l’obtention du droit de vote à l’échelon national et à l’accession à une véritable identité citoyenne.
- Indonésie : des militaires et des islamistes proclament avec l’appui officieux des États-Unis, un gouvernement rival à Sumatra. Les forces de Djakarta les battent rapidement, mais la guérilla se poursuit jusqu’en 1961.

- 1er février : l'Égyptien Gamal Abdel Nasser, champion du panarabisme au Proche-Orient, annonce la création de la République arabe unie qui regroupe l'Égypte et la Syrie.

- 6 février: Crash à l'aéroport de Munich du vol 609 British European Airways qui décime les jeunes-espoirs de l'équipe du Manchester United Football Club.

- 8 février : en riposte aux attaques du FLN à partir du territoire tunisien, l’aviation française bombarde le village de Sakiet Sidi Youssef faisant de nombreuses victimes civiles. Le gouvernement tunisien proteste et exige l’évacuation des bases militaires françaises.

- 11 février : naissance du pinyin.

- 12 février : 
  - combat du Fedj Zezoua.
  - Discours inaugural de la campagne électorale au Canada prononcé par John Diefenbaker[2].

- 13 février : le village tunisien de Sakiet Sidi Youssef, qui était censé abriter des bases du FLN, est bombardé par l’armée française, sans ordre préalable : 69 Tunisiens dont 21 enfants sont tués.

- 14 février : 
  - Publication du plan Rapacki par le gouvernement polonais[3]. Les ministres des huit pays du pacte de Varsovie décident d’adhérer au plan Rapacki, proposé par le ministre des Affaires étrangères polonais en 1957 à l’ONU. Une zone dénucléarisée est établie en Europe couvrant les deux Allemagnes, la Pologne et la Tchécoslovaquie. Les ministres proposent également la signature d’un accord de non-agression avec l’OTAN.
  - En réaction à la création de la République arabe unie, l'Irak et la Jordanie s'unissent en « Union arabe de Jordanie et d’Irak », ou Fédération hachémite, dirigée par le roi Fayçal II d'Irak. Nuri Sa'id en devient le Premier ministre.

- 16 février : un Douglas DC-3 sud-coréen est dérouté vers Pyongyang par huit agents nord-coréens[4].

- 17 février : les États-Unis proposent leurs bons offices dans l'affaire algérienne.

- 19 et 20 février : Ellen Fairclough devient la première femme à être première ministre du Canada par intérim.

- 21 février : Nasser est choisi comme chef de la nouvelle République arabe unie approuvée par référendum à 99,98 % des voix dans les deux pays.

- 22 février : pacte d'union entre la Syrie et l'Égypte.

- 23 février :
  - La bande de Gaza est dotée d’une charte créant des organismes mixtes palestino-égyptiens. Nasser propose de former une entité palestinienne avec des représentants élus, dirigée contre le Haut Comité arabe, susceptible de voter le rattachement à la RAU. À l’été 1959, le mufti et ses partisans protestent et quittent l’Égypte pour le Liban.
  - Argentine : Arturo Frondizi, radical, est élu sur un programme nationaliste et populiste afin de séduire les péronistes alors que l’Union civique radicale (UCR) est divisée (fin de mandat en 1962).
  - Cuba : le pilote automobile argentin Fangio est en otage par des rebelles castristes. Il est libéré sans heurt le lendemain de la course.

- 24 février : accord américano-britannique sur l'installation de missiles au Royaume-Uni.

- 27 février, France : loi sur l'assurance automobile obligatoire.

## Naissances
- 2 février : George Grigore, arabiste et écrivain roumain.
- 3 février : Joe F. Edwards, Jr., astronaute américain.
- 14 février : Buzy, chanteuse française.
- 16 février : Ice-T, rappeur et acteur américain.
- 22 février : Kaïs Saïed, homme d'État tunisien et président de la République tunisienne depuis 2019.
- 23 février : Martin Aurell, historien médiéviste français d'origine espagnole († 8 février 2025).
- 24 février : Mark Moses, acteur américain
- 26 février :
  - Susan J. Helms, astronaute américaine.
  - Michel Houellebecq, écrivain français.
  - Liza N'Eliaz, DJ et productrice hardcore belge.
- 28 février : 
  - Julie Higgins, cavalière handisport australienne
  - Christina Lathan, athlète de République démocratique allemande spécialiste du 400 m, championne olympique en 1976.
  - Jeanne Mas, chanteuse française.
  - Marina Wilke, rameuse d'aviron est-allemande.

## Décès
- 3 février : Paul Delaunay, médecin, botaniste et historien français.
- 10 février : Valère Ollivier, coureur cycliste belge (° 28 septembre 1921).
- 11 février : Florenz Ames, acteur américain (° 6 janvier 1883).
- 12 février : Marcel Cachin, homme politique français.
- 13 février : Georges Rouault, peintre français.
- 21 février : Henryk Arctowski, géologue, océanographe et météorologue polonais.